# 502. padalski bataljon (ZDA)
502. padalski bataljon je bila padalska enota Kopenske vojske Združenih držav Amerike.

## Zgodovina
Bataljon je bil ustanovljen 1. julija 1941 s kadrom, ki je prišel iz 501. padalskega bataljona. 